# Lokomotiva TKt1

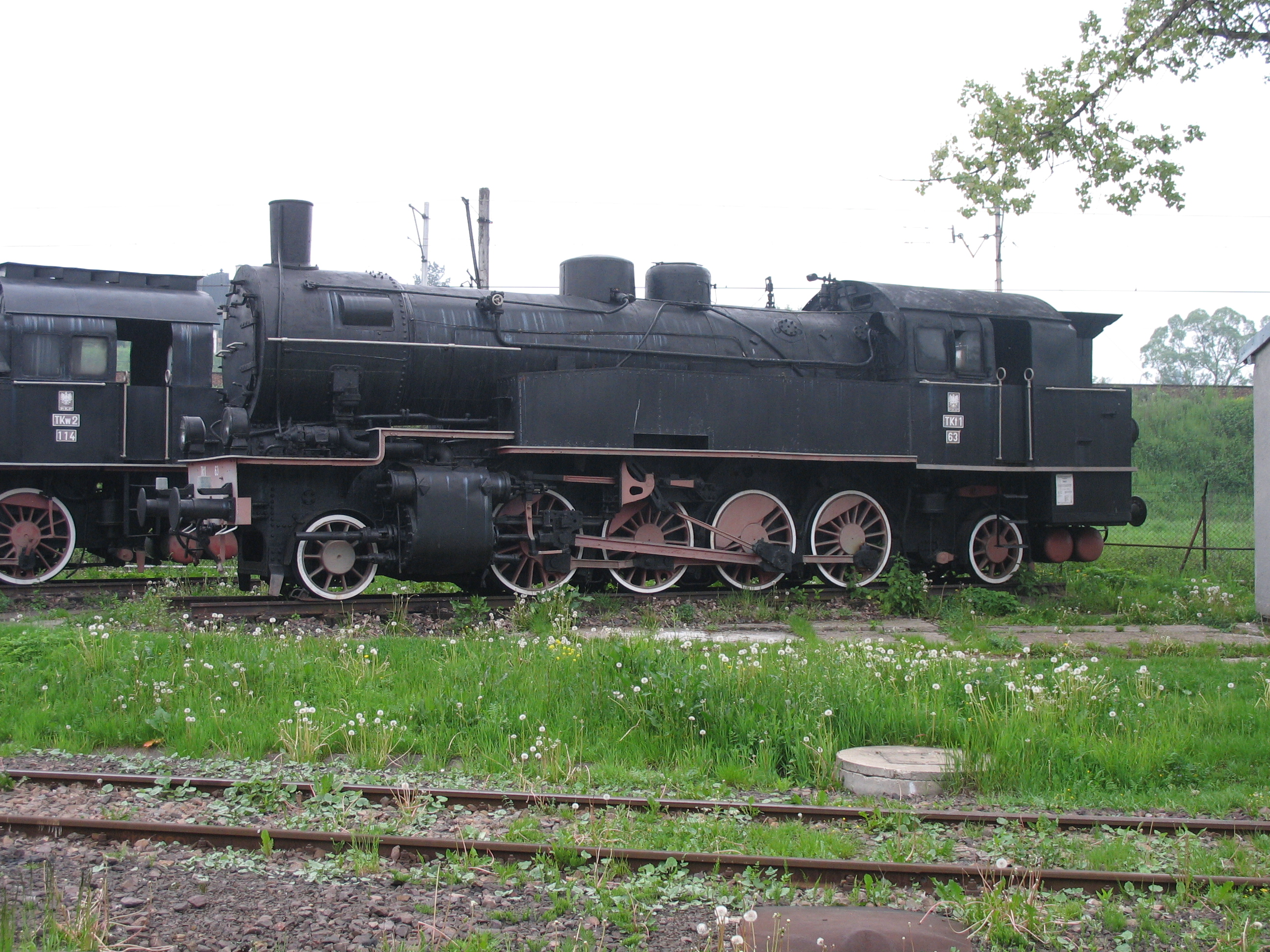
Lokomotiva TKt1-63 v Chabówce

TKt1 je polská parní lokomotiva vyráběná v letech 1914 až 1919 v továrně Hohenzollern (německy Aktiengesellschaft für Lokomotivbau Hohenzollern), v Düsseldorfě. Lokomotivy tohoto typu byly používány především na osobní přepravu. Bylo vyrobeno asi 85 kusů.